# Distichia (botânica)
Distichia Nees & Meyen é um género botânico pertencente à família Juncaceae.

## Espécies
- Distichia acicularis
- Distichia andina
- Distichia bisexualis
- Distichia brevifolia
- Distichia clandestina
- Distichia filamentosa
- Distichia macrocarpa
- Distichia muscoides
- Distichia tolimensis